# Jesenska astra
Jesenska astra (znanstveno ime Symphyotrichum dumosum) je trajnica, nekatere med njimi pa so tudi enoletnica. Jesenska astra ima nekoliko manjše cvetove od poletne in na steblu tudi manjše število cvetov. Lepo uspeva na polnem soncu, v vlažni zemlji, ki mora biti dobro odcedna.